# Ринке, Клаус
Клаус Ринке (нем. Klaus Rinke; 29 апреля 1939, Ваттеншейд, Германия) — немецкий художник-концептуалист.

## Жизнь и творчество

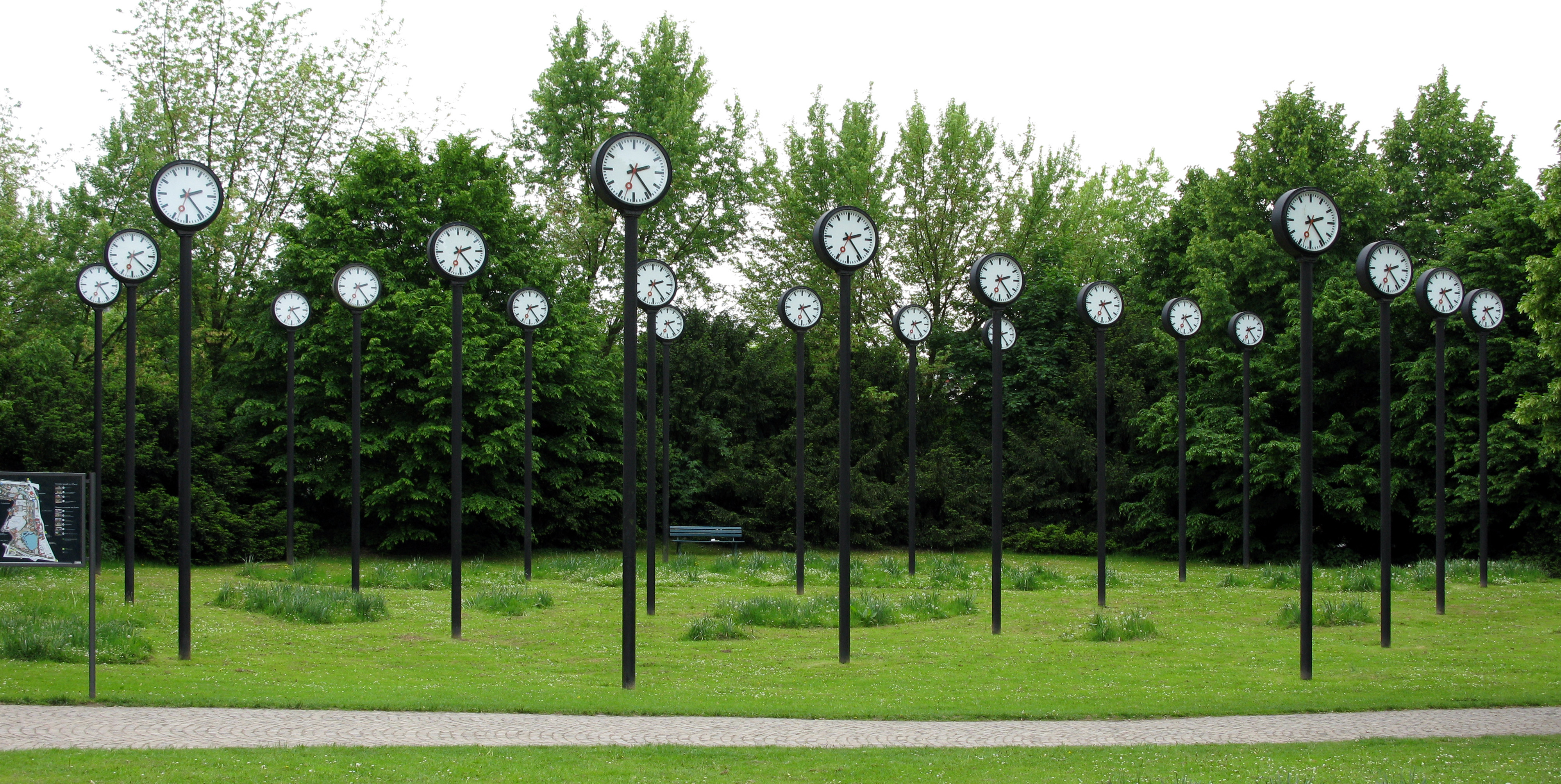
Клаус Ринке, инсталляция Поле времени (1987). Зюд-парк, Дюссельдорф

Клаус Ринке получил художественное образование в Гельзенкирхене в 1954-1957 годах, изучая плакатную графику и дизайн. Затем, в 1957-1960 годы учится в Высшей школе изобразительного искусства Фолькванг (Folkwang Hochschule im Ruhrgebiet) в Эссене. Позднее живёт и работает в различных художественных ателье в Париже и в Реймсе (Франция). В 1962 году проходит первая персональная выставка Клауса Ринке в галерее Le Portulan в Гавре (Франция).
В 1965 году он возвращается в Германию. Отказавшись от живописи, Ринке отдаёт предпочтение различного рода инсталляциям, в том числе водным ("12 сосудов рейнской воды", 1969 года). Он участвует в многочисленных международных выставках современного искусства как один из признанных мастеров перфоманса. Частым его партнёром на этих экспозициях становится художница Моника Баумгартль. В 1972 году Ринке получает поощрительную премию земли Северный Рейн-Вестфалия для молодых художников. С 1974 и по 2004 год, в течение двадцати лет Ринке занимает кафедру профессора по скульптуре в Академии искусств Дюссельдорфа.
В 1980 году он открывает «Центр современного искусства» в городе Хаан близ Дюссельдорфа, а с 1981 года - художественную мастерскую в Лос-Анджелесе. В 1993-1998 годах он был председателем художественного общества "Малькастен" (Künstlerverein Malkasten), и с 1998 года - его почётным членом. В 2007 году Ринке переезжает из Хаана, где он прожил почти 30 лет, в Нойфельден, в Австрии.

## Выставки (избранное)
- 1969: галерея Конрад Фишер, Дюссельдорф.
- 1972: Клаус Ринке. Попытка объяснить свои работы, Художественный выставочный зал, Тюбинген.
- 1972: Биеннале, Венеция.
- 1972: documenta 5, Кассель.
- 1973: Музей современного искусства (MoMA), Нью.-Йорк.
- 1975: Художественный музей, Висбаден.
- 1976: Художественный музей, Висбаден.
- 1977: Биеннале, Венеция.
- 1977: documenta 6, Кассель.
- 1985: Instrumentarium, Центр Жоржа Помпиду, Париж.
- 1992: Художественный выставочный зал, Дюссельдорф.
- 2006: Музей Айя-София, Стамбул (персональная).
- 2011: городская галерея Штедель, Франкфурт-на-Майне.
- 2016: Вспоминая обо мне, галерея Тома Бамбилла, Бергамо, Италия.
- 2017: Solo Show, Art Basel, Базель, Швейцария.
- 2017: В это время, Скульптурный парк, Вупперталь.
- 2019: Четвёртая сила, Музей современного искусства Куппермюле, Дуйсбург.

## Дополнения
- KLAUSRINKE.com
- Ринке, Клаус в Немецкой национальной библиотеке.
- Материалы о Клаусе Ринке в documenta archive
- Meisterwerke. Klaus Rinke "Zeitfeld", WDR-Sendung von Martina Müller, 15. Januar 2013